# Шуфраганка
Шуфраганка (укр. Шуфраганка) — село в Щирецкой поселковой общине Львовского района Львовской области Украины.
Население по переписи 2001 года составляло 45 человек. Занимает площадь 0,13 км². Почтовый индекс — 81161. Телефонный код — 3230.